# Mieke Vogels
Maria Bertha Charlotte Vogels, detta Mieke (Anversa, 20 aprile 1954), è una politica belga, membro dei Verdi e suo presidente dal 2007 al 2009.

## Biografia
Si è laureata nel 1978 in scienze politiche e sociali presso l'Università di Anversa. Fino al 1984 ha lavorato come assistente in questa università, in seguito si è occupata della formazione dei dipendenti e dell'educazione degli adulti.
Si è unita ai Verdi fiamminghi (Agalev, dal 2003 sotto il nome di Groen!), è stata membro della Camera dei rappresentanti dal 1985 al 1995. Per i quattro anni successivi, svolse le funzioni di consigliere e assessore ad Anversa. Nel 1999 è entrata a far parte del Senato per un breve periodo. Nello stesso anno è stata nominata al governo fiammingo come ministro regionale per il benessere, la salute e l'uguaglianza. Ha mantenuto questa posizione fino al 2003, dal 2002 è anche responsabile della cooperazione allo sviluppo.
Nel 2004 e nel 2009, Mieke Vogels è stata eletta al Parlamento fiammingo, a partire dal 2007 è consigliera di Deurne. Nel novembre 2007, ha sostituito Vera Dua come presidente del Partito dei Verdi, si è dimessa nell'ottobre 2009 dopo il debole risultato di questo partito alle elezioni regionali.

## Opere
- Mieke Vogels, De rekening van de verzuiling, Lannoo Publishers, ISBN 978-94-014-1678-8.